# La Esperanza, Juchique de Ferrer
La Esperanza är en ort i Mexiko.   Den ligger i kommunen Juchique de Ferrer och delstaten Veracruz, i den sydöstra delen av landet, 260 km öster om huvudstaden Mexico City. La Esperanza ligger 751 meter över havet och antalet invånare är 356.
Terrängen runt La Esperanza är huvudsakligen kuperad, men västerut är den bergig. Runt La Esperanza är det ganska tätbefolkat, med 75 invånare per kvadratkilometer. Närmaste större samhälle är Plan de las Hayas, 3,0 km söder om La Esperanza. I omgivningarna runt La Esperanza växer i huvudsak städsegrön lövskog.